# ماتيت
بلدية ماتيت (بالإسبانية: Matet)‏، هي إحدى بلديات مقاطعة كاستيلون التي تقع في منطقة بلنسية، في شرق إسبانيا.
يبلغ عدد سكانها 121 نسمة وفقاً لإحصائية سنة (2006).